# Indian Wells Open 2005 - Qualificazioni singolare femminile
Le qualificazioni del singolare femminile dell'Indian Wells Open 2005 sono state un torneo di tennis preliminare per accedere alla fase finale della manifestazione. I vincitori dell'ultimo turno sono entrati di diritto nel tabellone principale. In caso di ritiro di uno o più giocatori aventi diritto a questi sono subentrati i lucky loser, ossia i giocatori che hanno perso nell'ultimo turno ma che avevano una classifica più alta rispetto agli altri partecipanti che avevano comunque perso nel turno finale.
Le qualificazioni del torneo Indian Wells Open  2005 prevedevano 48 partecipanti di cui 12 sono entrati nel tabellone principale.

## Teste di serie
1. Marija Kirilenko (Qualificata)
2. Mariana Díaz Oliva (Qualificata)
3. Al'ona Bondarenko (ultimo turno)
4. Assente
5. Stéphanie Cohen-Aloro (primo turno)
6. Antonella Serra Zanetti (Qualificata)
7. Lilia Osterloh (primo turno)
8. Aiko Nakamura (primo turno)
9. Assente
10. Silvija Talaja (Qualificata)
11. Julia Schruff (ultimo turno)
12. Camille Pin (Qualificata)

1. Emmanuelle Gagliardi (Qualificata)
2. Maria-Emilia Salerni (primo turno)
3. Nastas'sja Jakimava (Qualificata)
4. Sandra Kleinová (ultimo turno)
5. Julija Bejhel'zymer (primo turno)
6. Melinda Czink (ultimo turno)
7. Maureen Drake (primo turno)
8. Eva Birnerová (Qualificata)
9. Cara Black (primo turno)
10. Laura Pous Tió (ultimo turno)
11. Kelly McCain (ultimo turno)
12. Ekaterina Byčkova (ultimo turno)
13. Shikha Uberoi (Qualificata)
14. Galina Voskoboeva (Qualificata)

## Qualificati
1. Marija Kirilenko
2. Mariana Díaz Oliva
3. Nastas'sja Jakimava
4. Galina Voskoboeva
5. Rika Fujiwara
6. Antonella Serra Zanetti

1. Maria-Emilia Salerni
2. Emmanuelle Gagliardi
3. Shikha Uberoi
4. Silvija Talaja
5. Eva Birnerová
6. Camille Pin

## Tabellone

### Legenda
| - Q = Qualificato - WC = Wild card - LL = Lucky loser | - ALT = Alternate - SE = Special Exempt - PR = Protected Ranking | - w/o = Walkover - r = Ritirato - d = Squalificato |

### Sezione 1
|  | Primo turno | Primo turno      | Primo turno | Primo turno | Primo turno |  |  | Ultimo turno | Ultimo turno     | Ultimo turno     | Ultimo turno | Ultimo turno |  |
|  |             |                  |             |             |             |  |  |              |                  |                  |              |              |  |
|  | 1           | Marija Kirilenko | 64          | 6           | 4           |  |  |              |                  |                  |              |              |  |
|  |             | Tina Pisnik      | 7           | 3           | 0r          |  |  | 1            | Marija Kirilenko | Marija Kirilenko | 6            | 6            |  |
|  | 23          | Kelly McCain     | 6           | 4           | 6           |  |  | 23           | Kelly McCain     | Kelly McCain     | 1            | 3            |  |
|  |             | Paula Garcia     | 3           | 6           | 3           |  |  |              |                  |                  |              |              |  |

### Sezione 2
|  | Primo turno | Primo turno        | Primo turno        | Primo turno | Primo turno |  |  | Ultimo turno | Ultimo turno       | Ultimo turno       | Ultimo turno | Ultimo turno |  |
|  |             |                    |                    |             |             |  |  |              |                    |                    |              |              |  |
|  | 2           | Mariana Díaz Oliva | Mariana Díaz Oliva | 6           | 6           |  |  |              |                    |                    |              |              |  |
|  |             | Martina Müller     | Martina Müller     | 3           | 4           |  |  | 2            | Mariana Díaz Oliva | Mariana Díaz Oliva | 7            | 6            |  |
|  |             | Maureen Drake      | 4                  | 6           | 6           |  |  |              | Maureen Drake      | Maureen Drake      | 5            | 2            |  |
|  | 19          | Jennifer Hopkins   | 6                  | 1           | 2           |  |  |              |                    |                    |              |              |  |

### Sezione 3
|  | Primo turno | Primo turno         | Primo turno         | Primo turno | Primo turno |  |  | Ultimo turno | Ultimo turno        | Ultimo turno | Ultimo turno | Ultimo turno |  |
|  |             |                     |                     |             |             |  |  |              |                     |              |              |              |  |
|  | 3           | Al'ona Bondarenko   | 4                   | 6           | 6           |  |  |              |                     |              |              |              |  |
|  |             | Bethanie Mattek     | 6                   | 2           | 2           |  |  | 3            | Al'ona Bondarenko   | 6            | 3            | 1            |  |
|  | 15          | Nastas'sja Jakimava | Nastas'sja Jakimava | 6           | 6           |  |  | 15           | Nastas'sja Jakimava | 0            | 6            | 6            |  |
|  |             | Brittany Blalock    | Brittany Blalock    | 3           | 0           |  |  |              |                     |              |              |              |  |

### Sezione 4
|  | Primo turno | Primo turno           | Primo turno    | Primo turno | Primo turno |  |  | Ultimo turno | Ultimo turno      | Ultimo turno      | Ultimo turno | Ultimo turno |  |
|  |             |                       |                |             |             |  |  |              |                   |                   |              |              |  |
|  | 26          | Galina Voskoboeva     | 4              | 7           | 6           |  |  |              |                   |                   |              |              |  |
|  |             | Ljudmila Skavronskaja | 6              | 5           | 1           |  |  | 26           | Galina Voskoboeva | Galina Voskoboeva | 6            | 6            |  |
|  | 22          | Laura Pous Tió        | Laura Pous Tió | 6           | 6           |  |  | 22           | Laura Pous Tió    | Laura Pous Tió    | 0            | 4            |  |
|  |             | Sandra Klösel         | Sandra Klösel  | 4           | 3           |  |  |              |                   |                   |              |              |  |

### Sezione 5
|  | Primo turno | Primo turno               | Primo turno               | Primo turno | Primo turno |  |  | Ultimo turno | Ultimo turno  | Ultimo turno  | Ultimo turno | Ultimo turno |  |
|  |             |                           |                           |             |             |  |  |              |               |               |              |              |  |
|  |             | Rika Fujiwara             | 2                         | 6           | 6           |  |  |              |               |               |              |              |  |
|  | 5           | Stéphanie Cohen-Aloro     | 6                         | 4           | 3           |  |  |              | Rika Fujiwara | Rika Fujiwara | 6            | 6            |  |
|  | 18          | Melinda Czink             | Melinda Czink             | 7           | 6           |  |  | 18           | Melinda Czink | Melinda Czink | 3            | 2            |  |
|  |             | Maria-Vanina Garcia-Sokol | Maria-Vanina Garcia-Sokol | 64          | 2           |  |  |              |               |               |              |              |  |

### Sezione 6
|  | Primo turno | Primo turno             | Primo turno | Primo turno | Primo turno |  |  | Ultimo turno | Ultimo turno            | Ultimo turno            | Ultimo turno | Ultimo turno |  |
|  |             |                         |             |             |             |  |  |              |                         |                         |              |              |  |
|  | 6           | Antonella Serra Zanetti | 3           | 6           | 6           |  |  |              |                         |                         |              |              |  |
|  |             | Maria Fernanda Alves    | 6           | 2           | 2           |  |  | 6            | Antonella Serra Zanetti | Antonella Serra Zanetti | 7            | 7            |  |
|  |             | Julija Bejhel'zymer     | 5           | 6           | 6           |  |  |              | Julija Bejhel'zymer     | Julija Bejhel'zymer     | 5            | 5            |  |
|  | 17          | Marie-Ève Pelletier     | 7           | 1           | 4           |  |  |              |                         |                         |              |              |  |

### Sezione 7
|  | Primo turno | Primo turno          | Primo turno          | Primo turno | Primo turno |  |  | Ultimo turno         | Ultimo turno         | Ultimo turno         | Ultimo turno | Ultimo turno |  |
|  |             |                      |                      |             |             |  |  |                      |                      |                      |              |              |  |
|  |             | Jelena Dokić         | 3                    | 6           | 6           |  |  |                      |                      |                      |              |              |  |
|  | 7           | Lilia Osterloh       | 6                    | 4           | 4           |  |  | Jelena Dokić         | Jelena Dokić         | Jelena Dokić         | 62           | 0            |  |
|  |             | Maria-Emilia Salerni | Maria-Emilia Salerni | 6           | 6           |  |  | Maria-Emilia Salerni | Maria-Emilia Salerni | Maria-Emilia Salerni | 7            | 6            |  |
|  | 14          | Catalina Castaño     | Catalina Castaño     | 0           | 2           |  |  |                      |                      |                      |              |              |  |

### Sezione 8
|  | Primo turno | Primo turno          | Primo turno          | Primo turno | Primo turno |  |  | Ultimo turno | Ultimo turno         | Ultimo turno | Ultimo turno | Ultimo turno |  |
|  |             |                      |                      |             |             |  |  |              |                      |              |              |              |  |
|  |             | Seda Noorlander      | 4                    | 6           | 7           |  |  |              |                      |              |              |              |  |
|  | 8           | Aiko Nakamura        | 6                    | 4           | 5           |  |  |              | Seda Noorlander      | 1            | 7            | 1            |  |
|  | 13          | Emmanuelle Gagliardi | Emmanuelle Gagliardi | 7           | 6           |  |  | 13           | Emmanuelle Gagliardi | 6            | 5            | 6            |  |
|  |             | Anne Yelsey          | Anne Yelsey          | 63          | 4           |  |  |              |                      |              |              |              |  |

### Sezione 9
|  | Primo turno | Primo turno       | Primo turno       | Primo turno | Primo turno |  |  | Ultimo turno | Ultimo turno      | Ultimo turno | Ultimo turno | Ultimo turno |  |
|  |             |                   |                   |             |             |  |  |              |                   |              |              |              |  |
|  | 25          | Shikha Uberoi     | Shikha Uberoi     | 6           | 6           |  |  |              |                   |              |              |              |  |
|  |             | Saori Obata       | Saori Obata       | 3           | 1           |  |  | 25           | Shikha Uberoi     | 6            | 3            | 6            |  |
|  | 24          | Ekaterina Byčkova | Ekaterina Byčkova | 7           | 6           |  |  | 24           | Ekaterina Byčkova | 2            | 6            | 4            |  |
|  |             | Anne Mall         | Anne Mall         | 5           | 1           |  |  |              |                   |              |              |              |  |

### Sezione 10
|  | Primo turno | Primo turno      | Primo turno      | Primo turno | Primo turno |  |  | Ultimo turno | Ultimo turno   | Ultimo turno   | Ultimo turno | Ultimo turno |  |
|  |             |                  |                  |             |             |  |  |              |                |                |              |              |  |
|  | 10          | Silvija Talaja   | Silvija Talaja   | 7           | 6           |  |  |              |                |                |              |              |  |
|  |             | Meilen Tu        | Meilen Tu        | 5           | 4           |  |  | 10           | Silvija Talaja | Silvija Talaja | 6            | 6            |  |
|  |             | Cara Black       | Cara Black       | 6           | 6           |  |  |              | Cara Black     | Cara Black     | 2            | 3            |  |
|  | 21          | Kateřina Böhmová | Kateřina Böhmová | 3           | 3           |  |  |              |                |                |              |              |  |

### Sezione 11
|  | Primo turno | Primo turno       | Primo turno    | Primo turno | Primo turno |  |  | Ultimo turno | Ultimo turno  | Ultimo turno  | Ultimo turno | Ultimo turno |  |
|  |             |                   |                |             |             |  |  |              |               |               |              |              |  |
|  | 11          | Julia Schruff     | Julia Schruff  | 6           | 6           |  |  |              |               |               |              |              |  |
|  |             | Sybille Bammer    | Sybille Bammer | 3           | 3           |  |  | 11           | Julia Schruff | Julia Schruff | 2            | 1            |  |
|  | 20          | Eva Birnerová     | 6              | 65          | 6           |  |  | 20           | Eva Birnerová | Eva Birnerová | 6            | 6            |  |
|  |             | Delia Sescioreanu | 4              | 7           | 2           |  |  |              |               |               |              |              |  |

### Sezione 12
|  | Primo turno | Primo turno     | Primo turno     | Primo turno | Primo turno |  |  | Ultimo turno | Ultimo turno    | Ultimo turno | Ultimo turno | Ultimo turno |  |
|  |             |                 |                 |             |             |  |  |              |                 |              |              |              |  |
|  | 12          | Camille Pin     | Camille Pin     | 7           | 6           |  |  |              |                 |              |              |              |  |
|  |             | Lenka Němečková | Lenka Němečková | 6(1)        | 3           |  |  | 12           | Camille Pin     | 4            | 6            | 6            |  |
|  | 16          | Sandra Kleinová | Sandra Kleinová | 6           | 6           |  |  | 16           | Sandra Kleinová | 6            | 3            | 1            |  |
|  |             | Ashley Joelson  | Ashley Joelson  | 0           | 0           |  |  |              |                 |              |              |              |  |